# Gunnar Aste
Jonas Gunnar Aste, ursprungligen Andersson född 2 september 1892 i Byarums församling, död 6 september 1975, var en svensk generaldirektör.
Efter avgångsexamen från Tekniska skolan i Katrineholm 1912 blev Aste anställd vid telegrafverkets verkstad, där han passerade graderna och 1939 blev chef för telegrafverkets verkstäder i Nynäshamn. 1943 utnämndes han till generaldirektör och chef för Försvarets fabriksverk.
1948 blev han ledamot av Ingenjörsvetenskapsakademien.

## Utmärkelser
- Kommendör med stora korset av Nordstjärneorden, 23 november 1955.[3]